# Śniegu cieniutki opłatek
Śniegu cieniutki opłatek – drugi album Mai Sikorowskiej i Andrzeja Sikorowskiego. Płytę wyprodukował Andrzej Sikorowski, on także napisał teksty i muzykę do 6 piosenek oraz słowa wiersza Życzenia i towarzyszył córce w wielu utworach. Wykorzystano również 5 tradycyjnych kolęd. Płyta stanowiła bezpłatny dodatek do jednego z numerów Dziennika Polskiego z grudnia 2006 r.

## Lista utworów
1. Śniegu cieniutki opłatek
2. Górska kolęda
3. Cicha noc
4. Pastorałka dla córki
5. W żłobie leży
6. Pastorałka kulinarna
7. Gdy śliczna panna
8. Pastorałka bezwizowa
9. Mizerna, cicha
10. Pastorałka marzenie
11. Gdy się Chrystus rodzi
12. Życzenia

## Twórcy
- Maja Sikorowska – śpiew
- Andrzej Sikorowski – śpiew, gitara, mandolina
- Jarosław Kaganiec – instrumenty klawiszowe, akordeon
- Gertruda Szymańska – instrumenty perkusyjne
- Marek Tomczyk – gitary akustyczne i elektryczne